# Simetria (revistă)
Revista Simetria - Caiete de artă și critică a fost inițiată și fondată în 1939 de către arhitecții George Matei Cantacuzino și Octav Doicescu.
Revista a ființat intre anii 1939 si 1947 și a avut opt apariții.

## Colectivul de redacție
Colectivul de redacție al revistei SIMETRIA era alcătuit din: George Matei Cantacuzino (G.M. Cantacuzino), Octav Doicescu, Matila Ghyka, Paul Emil Miclescu, Tudor Vianu, Titu Evolceanu, Ștefan (Fanică) Constantinescu, Mac Constantinescu, Marica Cotescu, Haralamb Georgescu.
Principalul redactor a fost George Matei Cantacuzino, alte materiale fiind semnate de Octav Doicescu, Matilda Ghyka și Horia Creangă. Din 1943, redacția s-a îmbogățit cu nume precum Tudor Vianu, Maria Costescu și Haralamb Georgescu, iar începând cu 1945, s-au alăturat I.Al. Brătescu-Voinești, Paul Miracovici și Mac Constantinescu.

## Motto-ul revistei
Pe pagina 5 a revistei era scris urmatorul motto, ”Simetria în sensul ei originar înseamnă proporție fericită sau comensurabilitate.”

## Cele opt numere[3]

### Simetria I
I.  SIMETRIA - CAIETE DE ARTĂ ȘI CRITICĂ nr. I - toamna1939, Tipografia Cartea Românească, 84 de pagini.
Redactate de: G. M. Cantacuzino, O. Doicescu, Matyla Ghyka, P. E. Miclescu .
Cuprins:
1. Declarație - G. M. Cantacuzino, O. Doicescu
2. Principii (Utilul si Simbolul)  - G. M. Cantacuzino, O. Doicescu
3. Arhitectura si Peizajul - G. M. Cantacuzino
4. Trăim în orașe negustorești - O. Doicescu
5. Spre Washington - G. M. C.
6. Dicționar: Arhitectura; Baroc; Simetria; Proportia  - S.
7. Note - I. Despre o arhitectură românească (S.); II. Învățământul plastic - Propuneri pentru o nouă metodă (G. M. C.); III. Pictura bisericească (G. M. C.); IV. Pe marginea unei cărți a lui Cocteau - ”Le secret professionnel”, Paris sans pareil 1925 (S.); Comentarii la un capitol (G. M. C.).

### Simetria II
II. SIMETRIA - CAIETE DE ARTĂ ȘI CRITICĂ nr. II - vara 1940, Tipografia Cartea Românească, 98 de pagini
Redactate de: G. M. Cantacuzino, O. Doicescu, Matyla Ghyka, P. E. Miclescu .
Cuprins:
1. Contra mașinismului - G. M. Cantacuzino, O. Doicescu
2. Despre câteva prejudecăți estetice - Tudor Vianu
3. Despre Stil - P. E. Miclescu
4. Artă și tehnică - G. M. Cantacuzino
5. Dicționar: Armonie (G. M. C.); Athena (G. M. C.); Clasicism (G. M. C.); Detaliu (Marica Cotescu); Ritm (G. M. C.); Temă (G. M. C.).
6. Note: ”Actar” sau despre discriminarea formelor. - Industria casnică și artele populare. - Amateorism în urbanism. - Mitocanul ca factor al civilizației românești. - Diferențialele divine. - Despre pictura bisericească. - Arhitectura ca metodă a gândirii.

### Revista Simetria – Numerele dela III la VIII
- 3. III. SIMETRIA - CAIETE DE ARTĂ ȘI CRITICĂ nr. III — iarna, 1940 – primăvara, 1941
- 4. IV. SIMETRIA - CAIETE DE ARTĂ ȘI CRITICĂ nr. IV — iarna, 1941 – 1942
- 5. V. SIMETRIA - CAIETE DE ARTĂ ȘI CRITICĂ nr. V — toamna, 1943
- 6. VI. SIMETRIA - CAIETE DE ARTĂ ȘI CRITICĂ nr. VI — primăvara, 1945
- 7. VII. SIMETRIA - CAIETE DE ARTĂ ȘI CRITICĂ nr. VII — vara, 1946
- 8. VIII. SIMETRIA - CAIETE DE ARTĂ ȘI CRITICĂ nr. VIII — 1947